# Deleni (okręg Jassy)
Deleni – wieś w Rumunii, w okręgu Jassy, w gminie Ciortești. W 2011 roku liczyła 537 mieszkańców.